# Steengaas
Steengaas is de naam voor een buigzaam materiaal dat dient als drager voor stucwerk.
Steengaas bestaat uit een weefsel van - min of meer plat - staaldraad, dat vaak ook verzinkt is. Ook roestvast staal wordt gebruikt. Op de kruispunten van het gaas zijn noppen van roodbakkende klei aangebracht.
Steengaas wordt gebruikt bij het pleisteren van plafonds, vooral als deze plafonds een gebogen vorm hebben of anderszins een moeilijke constructie bezitten, zoals bij gewelfconstructies. Ook bij restauratiewerkzaamheden wordt steengaas veel toegepast.